# 愛のエプロン
『愛のエプロン』（あいのエプロン）は、テレビ朝日系列で放映されていた城島茂（TOKIO）の司会による料理バラエティ番組である。通称「愛エプ（あいエプ）」（字幕放送）。

## 概要
エプロンガールズと称される複数名の女性タレントが愛をこめて料理を作り、それを食べたジャッジマンと称される男性タレントが味などを基にランキング形式で評価するという内容。
特筆すべき点として、料理の作り方やその日のメイン食材以外の材料の名前などを作る人に一切教えない事がある。更に調味料も容器のラベルが無い状態で用意されているため見た目で判断するしかない。このため作り方や食材・調味料を間違えてしまうことが度々あり(小麦粉と間違えて重曹やベーキングパウダーや片栗粉など)、ジャッジマンを悶絶させる様な酷い料理を作る人が続出した。反面、稀にプロを唸らせる様な素晴らしい料理を作る人もいた。
たまに男女が入れ替わり、エプロンボーイズと称する複数名の男性タレントがジャッジウーマンと称する女性タレントに愛をこめて料理を作る回もあった。
演出はフジテレビ『料理の鉄人』でも演出を手がけていた田中経一で、同番組で解説をしていた服部幸應（服部栄養専門学校校長）や審査員を務めていた岸朝子、準レギュラーであった神田川俊郎がこの番組にも解説役として出演している。
番組のキャッチフレーズは「料理は愛だ!愛があればLove is O.K.!!」で、城島がエンディングの決めゼリフとしていた。収録スタジオは当初は四谷にあったテレビ朝日四谷放送センターだったが、2004年に閉鎖され、六本木ヒルズにある現在の新社屋が完成してからはそちらで収録を行っていた。
なお、当初番組のスポンサーを務めていたパロマは番組では料理器具提供などもしていたが、パロマ湯沸器死亡事故の影響を受け、スポンサーを降板し、スタッフロールからも社名のクレジットが消去された。
当初は土曜深夜での放送だったが、2004年10月から水曜19時台に昇格した。2008年3月19日をもってレギュラー放送を終了、8年半の歴史に幕を閉じた。

### 番組の流れ
1. VIP食材の紹介：その日のテーマに合わせた高級食材が紹介される。エプロンガールズはこの食材を主とした料理を作る。VIP食材登場の際、城島が食材名をもじったダジャレを言うのが恒例。なお、VIPとは本来「要人」を示す略語であるため、食材には使用されないのが一般的である。
2. クッキングタイム：調理時間は45分。エプロンガールズはレシピなしで調理をしなくてはならない。キッチンにはいくつか紛らわしい食材や調味料が名前も書かれずに設置されている。当初はヘッドホンを着用し、外部からの情報はシャットアウトされていた。
3. テイスティングタイム：ジャッジマン、城島、武内アナ、コメンテーターが作った料理を順に試食する。どうしても飲み込めないほどまずい料理はセット裏にある「愛のバケツ」へ吐き出しに行くことが許されている（深夜時代は「愛のバケツ行き」と称されていたが、ゴールデンになってからは放送時間帯を考慮して「エチケットタイム」と称している）。ゴールデンになってからはその際その日の料理の手本の写真が表示される（ジャッジマンまたはそのまずい料理を作ったエプロンガールズに関する映像の場合もある[注 1]）。また、武内アナがまずい料理を食べたときに眉間に出来るしわは料理のまずさのバロメーター（しわレベル）として10段階指数で表示される。さらにジャッジマンやコメンテーター達もマズい料理でバロメーターが出る事もある。
4. ジャッジメントタイム：ジャッジマンが食べた料理をもとにエプロンガールズのランク付けを行う。ジャッジマンがピラミッド型のボードにネームプレートを貼り付けていく（当初はLOVE《愛》・TEC《技術》の4象限で右上になるほど評価が高かった）。評価は上から特エプ・上エプ・中エプ・下エプに分けられるが、ボードにも入らない「ランク外」もある。特にまずかった場合にはジャッジマンは怒りを込めてスタジオを離れ、様々な場所にプレートを貼るのがお約束[注 2]。『愛のエプロン3』時代は、東京から離れて地方から来た人にネームプレートを持ち帰らせたり（井上和香、インリン・オブ・ジョイトイ、青木さやかなど）、エプロンガールズ自身に自宅まで持って帰らせるパターンもあった（井上和香や梨花など）。この場合は次回収録時にプレートを持参する。なお、あくまでその日の料理のみで判断される様であり、ランク外にいたエプロンガールズが奇跡的に美味しい料理を作って高ランクにつけても、その後また酷い料理を作ってランク外に戻ると言う事もあった。『愛のエプロン3』終了時点での最下位はインリン・オブ・ジョイトイで、偶然六本木ヒルズの前を歩いていた青森県のカップルにプレートを持ち帰らせた。

また『愛のエプロン（ゴールデンタイム版）』は2006年9月13日現在でのエプロンガールズランキングベスト10は以下の通り。なお、特エプの場合は、位置に関係なく1位となっている。
| 順位 | 名前       |
| ---- | ---------- |
| 1位  | 泉ピン子   |
| 1位  | ピーター   |
| 1位  | 未唯mie    |
| 1位  | 岡田美里   |
| 1位  | 兵藤ゆき   |
| 6位  | 杉本彩     |
| 6位  | 森公美子   |
| 8位  | 音無美紀子 |
| 8位  | 根本はるみ |
| 10位 | 髙田万由子 |
| 10位 | 青木さやか |
| 10位 | 山本陽子   |

| 順位 | 名前             |
| ---- | ---------------- |
| 1位  | マリエ           |
| 2位  | 多岐川華子       |
| 3位  | 野沢直子         |
| 4位  | 堀越のり         |
| 5位  | デヴィ夫人       |
| 6位  | 杉田かおる       |
| 7位  | 杉浦幸           |
| 8位  | 中川翔子         |
| 9位  | 京子・スペクター |
| 10位 | 福井未菜         |

| 順位 | 名前           |
| ---- | -------------- |
| 1位  | 梅沢富美男     |
| 1位  | ピーター       |
| 3位  | 前田健         |
| 3位  | IKKO           |
| 5位  | 大和田獏       |
| 6位  | 金子貴俊       |
| 6位  | セイン・カミュ |
| 8位  | 城咲仁         |
| 9位  | 今井雅之       |
| 9位  | 長谷川初範     |

| 順位 | 名前       |
| ---- | ---------- |
| 1位  | 西川きよし |
| 2位  | 京本政樹   |
| 3位  | 間寛平     |
| 4位  | 山ちゃん   |
| 5位  | 田中卓志   |
| 6位  | 柳沢慎吾   |
| 7位  | 劇団ひとり |
| 8位  | 出川哲朗   |
| 9位  | 佐藤弘道   |
| 10位 | 和泉元彌   |
| 10位 | 石田純一   |

2006年10月11日放送分から番組がリニューアルしこれまでのランキングはリセットされた。エプロンガールズ・ボーイズは8人、点数方式になった。最終的なベスト&ワースト10は以下の通り。
| 順位 | 名前             | 得点  |
| ---- | ---------------- | ----- |
| 1位  | まちゃまちゃ     | 100点 |
| 1位  | ソニン           | 100点 |
| 1位  | 青木さやか       | 100点 |
| 1位  | 梅沢富美男       | 100点 |
| 1位  | 河相我聞         | 100点 |
| 6位  | 瀬川瑛子         | 99点  |
| 6位  | 杉本彩           | 99点  |
| 6位  | 青田典子         | 99点  |
| 6位  | ジュディ・オング | 99点  |
| 6位  | 秋野暢子         | 99点  |

| 順位 | 名前             | 得点 |
| ---- | ---------------- | ---- |
| 1位  | 徳井義実         | 3点  |
| 2位  | 柳原可奈子       | 4点  |
| 3位  | マリエ           | 5点  |
| 3位  | 西川史子         | 5点  |
| 5位  | 堀越のり         | 6点  |
| 6位  | ケンドーコバヤシ | 7点  |
| 7位  | マリエ           | 9点  |
| 8位  | SHEILA           | 10点 |
| 8位  | ヘリョン         | 10点 |
| 10位 | 杉田かおる       | 13点 |

### 鉄の掟
2005年11月2日の放送から出場50回（深夜時代も含む）以内に一度も特エプを取ることができなかった場合、エプロンガールズ・ボーイズから強制引退という「鉄の掟」が制定された。ただしスペシャルは点数制である為、出場回数に含まれない。
この掟より強制引退となったのは2005年11月2日に50回目となった磯野1人のみである。だが翌週以降、司会という形で登場していた。しかし、後にドッキリ及び緊急抜き打ちテスト（磯野本人には武内アナと知らせてあった）という形で、再びキッチンに立つ事になる。

## 出演者

### 司会
- 城島茂（TOKIO）:初回～
- 磯野貴理子:2005年11月9日～

### アシスタント
- 武内絵美（テレビ朝日アナウンサー）
- 大木優紀（当時テレビ朝日アナウンサー、武内のピンチヒッター）
- 下平さやか（テレビ朝日アナウンサー、武内のピンチヒッター）

### コメンテーター
- 服部幸應（服部栄養専門学校校長）
- 岸朝子（料理コメンテーター）
- 神田川俊郎（料理人）
- 陳建一（料理人）
- 小林カツ代（料理研究家）
- ケンタロウ（料理研究家・小林カツ代の息子）
- 坂井宏行（料理人）
- 片岡護（料理人）

### ジャッジマン／ジャッジウーマン
基本的には週変わり。中でも志村けん、東野幸治、勝俣州和は出演頻度が高く、特にワーストクラスのエプロンガールが集まっている回には殆どの場合3人揃って出演しており、3人は番組内で「汚物処理班」とも言われていた。

### エプロンガールズ／エプロンボーイズ
女性（または男性）タレント5〜6名（週変わり）。司会の城島や進行の武内アナも何度か参戦している。深夜時代は3人、2006年10月11日放送分からは8名。エプロンガールズ（ボーイズ）の中には青木さやかや杉田かおる、杉本彩をはじめとして同じテレビ朝日の番組「ロンドンハーツ」に出演した者も多い。

### ナレーション
- SINJI

## 番組の歴史・放映時間の変遷

### 愛のエプロン（第1シリーズ）
- 放送時間：毎週日曜日 1:11 ‐ 1:40（土曜日深夜、関東広域圏）
- 放送期間：1999年10月10日 - 2000年3月26日

1999年10月にスタートした。開始当初は一般視聴者5人が料理を作る番組だった。第1シリーズは半年で改題している。『3』までは関東広域圏のローカル番組で一部系列局でもネットされているが、他地域では放送日・放送時間が異なり、テレビ朝日との放送時期の差が出ている。なお、当時東大在学中の楠城華子（六條華）やのちにAV女優になった琴野まゆが出演していた。実は2000年の正月特番で安達祐実・穴井夕子・嘉門洋子・島崎和歌子・矢部美穂・山田花子6人が料理を作っており、後に定番となるスタイルである芸能人が料理を作る第1回目だった。

### 愛のエプロン2
- 放送時間：日曜日 1:00 - 1:30（土曜日深夜、関東広域圏）
- 放送期間：2000年4月9日 - 2002年9月29日

第2シリーズより女性タレント3人が赤色、黄色、水色の三色のうちのどれかのエプロンを着て、エプロンガールズとして登場。料理を作り、ジャッジする現在のスタイルに変化していった。第1回目のエプロンガールズは原千晶・細川直美・山田花子の3人。2000年10月にスタジオセットとランキングボードをリニューアル。そのため半年間の間に出場していたエプロンガールズのランキングはすべてリセットされた。また、2002年4月には朝日放送（放送時間・土曜17:00〜17:30）でも放送されるようになるなど、テレビ朝日系列局での放送局も拡大していった。
この頃から、グラビアアイドルをはじめ無名の若手女優やタレント、駆け出しのお笑い芸人も出演するようになり、いわば女性芸能人にとって登竜門的存在の番組となった。
この番組との関係はないが、OH!相撲の冒頭で、当番組のVTRが流れるハプニングもあった（この日は、大相撲開催前日であった）。

### 愛のエプロン3
- 放送時間：日曜日 0:30 - 1:00（土曜日深夜、関東広域圏）
- 放送期間：2002年10月6日 - 2004年9月26日

第3シリーズは第2シリーズと放送内容の差は少ない。第1回目のエプロンガールズは遠藤久美子・上原さくら・梨花の3人、ジャッジマンは相葉雅紀（嵐）であった。その頃よりゴールデンタイムでの特番が放送されるようになり、ゴールデン進出への下地を整えていった。2004年3月に番組最高視聴率7.6%を記録。また、2003年7月、2004年7月に放送された2時間スペシャルが14.6%、13.0%を記録した。また放送中の2003年11月、収録スタジオが六本木ヒルズのテレビ朝日新本社へ移転したことから、ランク外のエプロンガールズの順位がリセットされた。

### 愛のエプロン（ゴールデンタイム版）
- 放送時間：水曜日 19:00 - 19:54[注 4]

- 放送期間：2004年10月27日 - 2008年3月19日

2004年10月から始まったゴールデンタイム版である。番組のテイストはほとんど変わらず深夜時代のランキングはリセットされ、桃色・黄色・水色・黄緑色・紫色・赤色のエプロンを着た6人のエプロンガールズが登場する。ジャッジマンは毎週2〜3人になり、主婦向けに「正解レシピ情報」、「アイデア調理法」を紹介するコーナーを追加した。

### 愛のエプロン（ゴールデンタイム版）リニューアル後
2006年10月から2007年3月までは2007年に行われるチャンピオンズリーグに向けての予選大会。チャンピオンズリーグ終了後は、企画物がほぼ定着している。AブロックとBブロックの4人。計8人が優勝に向けて料理バトルを行う。企画物の場合は、あらかじめテーマが決められており、そのテーマ通りでも自由に作ってもよい場合がある。ジャッジマンと磯野、コメンテーターの5人が1人20点ずつ合計100点満点で採点し1位から3位はスペシャルシートに座ることができるが、4位以下は脱落者ルーム行きとなる。最終順位1位が優勝となる（2006年10月から2007年3月まではチャンピオンズリーグの出場権を得ることができる）。チーム対抗戦形式の場合は各チームメンバーが獲得した点数の合計で勝敗を競う。

### 特番
特番では、レギュラー版と異なり通常のランク付けでなく100点満点での採点となる（ただしマイナス点に制限はなく、マイナスの場合は通常版同様スタジオ外までプレートを貼りに行かれる）。チーム対抗戦形式のこともあり、その場合は各チームメンバーが獲得した点数の合計で勝敗を競う。
- 2004年10月27日 - 夢のオスカー美女軍団vs愛エプ軍団 芸能界（秘）料理女王決戦
- 2005年1月15日 - 新春料理女王（秘）下剋上決戦 ヤングvsアダルトスペシャル
- 2005年2月16日 - 第1回芸能界ワーストエプロン大賞&料理女王決戦!!
  - ワーストエプロン女王決定戦では堀越のりがゴールデンタイム版初登場でワースト1位となり、ワーストエプロン女王という不名誉を託った。ワースト2位は梨花、3位はインリン・オブ・ジョイトイ。ちなみに堀越と梨花の点数は僅か1点差だった。他にもデヴィ夫人・杉田かおる・青木さやかが出演したが、マイナス点じゃなかったのは青木だけだった。
  - 料理女王決定戦では1位を未唯、2位を増田惠子とピンク・レディーの2人が独占した。料理女王候補であった磯野貴理子は課題料理の「イワシのつみれ汁」にまったく味をつけず、「イワシフライ」では小麦粉と重曹を間違えて使うなど大失態を連発。100点中0点という散々な結果となった。
- 2005年3月25日 - 芸能界料理決戦 和田アキ子殴りこみスペシャル
  - 和田アキ子率いるホリプロ軍団が愛エプ軍団と対決。愛エプ軍団のインリンの作ったすさまじい料理で、和田アキ子の声が嗄れるという珍事件が起こった。
- 2005年6月22日 - 男エプロン軍団VS愛エプロン軍団大バトルスペシャル
- 2005年10月5日 - 最強伝説 細木数子軍vs愛エプ軍 運命のマル秘料理決戦SP
  - 番組初の3時間SP。インリンの作ったひつまぶしを勧められた細木数子が激怒し、器ごとひっくり返す一幕があった。初めての客入れも行った上、番組ラストに細木の発言で未唯との一騎討ちを行った。この際、「VIP食材の伊勢エビを使えば何品でも作ってよい」という特別ルールが設けられた。この回に対する批判が多く出ており、BPOでも議論された。
- 2005年10月26日 - 男エプロン軍団VS愛エプロン軍団大バトルスペシャル
  - 6月のリベンジとして加藤茶率いる男エプ軍団が愛エプ軍団と再対決。4連敗だった愛エプ軍団が初勝利。
- 2005年12月21日 - 愛のエプロンクリスマス2時間スペシャル
  - 青木率いるヤング軍団と杉田かおる率いるアダルト軍団の対決。新庄剛志がジャッジマンとして出場。
- 2006年1月4日 - 愛エプ軍団VSTOKIO軍団3時間スペシャル。
  - 城島率いるTOKIO軍団と愛エプ軍団の対決。愛エプ軍団のキャプテンが「鉄の掟」によってエプロンガールズから強制引退させられ磯野から青木に代わる。視聴率は同時間帯トップの17.5%。
- 2006年4月12日 - 愛エプ軍団VS石原軍団3時間スペシャル。
  - 渡哲也が鯛をさばいた場面の瞬間最高視聴率が24.6%に達した。結果は石原軍団の勝利であったが、獲得した100万円分の食事券を「楽しい時間を過ごさせてもらったから」と愛エプ軍団にプレゼント。愛エプ軍団キャプテンの青木は「こんな人たちに勝てるわけないじゃん!」と感激していた。視聴率は番組始まって以来最高の18.9%。
- 2006年6月28日〜7月5日 - 愛エプ杯2006料理王決定戦
  - 10人のエプロンボーイズとガールズが挑み、いつも下位グループにいるインリン・オブ・ジョイトイが予選で84点という上エプレベルの得点を叩き出した。が、結果は5位のため決勝の切符を逃す。決勝に進出したのは梅沢富美男100点、未唯95点、青木さやか91点、杉本彩86点の4人。決勝戦では杉本がパンチの効いたハイレベルな料理を作り、98点という高得点で予選4位からの大逆転を果たし、第1回料理王に輝いた。
- 2006年8月30日 - 愛エプ上海決戦
  - 城島と青木が上海に渡り、各自VIP食材を選び中華料理3品で勝敗を決める。2人ともかなりハイレベルな料理を作り、中華の料理人から大絶賛を受けた。

- 2006年10月4日 - 愛のエプロン芸能界料理頂上決戦
  - 愛のエプロンが放送7年間の節目のため、12人が料理の腕を競い合った。優勝は杉本彩。
- 2006年12月13日 - 愛のエプロンXmas2時間スペシャル テレ朝女子アナ軍団と因縁バトル 聖夜の㊙︎料理決戦
  - 武内アナ率いるテレビ朝日女子アナ軍団と愛エプ軍団の初対決。愛エプ軍は青木・杉田かおる・青田典子・まちゃまちゃ・ほしのあき。女子アナ軍団は武内・丸川珠代・下平さやか・前田有紀・堂真理子の5VS5の対決。かつて城島は「青木と武内の2人の対決が見たい」と言っていたが、この大将戦の青木VS武内一騎討ちでそれが実現した。さらに特別ゲストとして武内アナの父と姉も登場し、感極まって武内アナが思わず号泣する一幕も。
- 2007年1月3日 - 愛のエプロン正月2時間30分スペシャル
  - 愛エプ軍団とTOKIO軍団の2度目の対決。愛エプ軍は青木・RIKACO・杉田かおる・まちゃまちゃ・インリン。4VS4個人戦（4種の丼を1人1種担当）と大将戦（TOKIO軍・松岡昌宏VS愛エプ軍・青木さやか）。
- 2007年1月24日 - 青木VS武内　因縁バトル決着スペシャル
  - クリスマススペシャルで武内に負けた青木が決着をつける為、再び一騎討ちで対決。お題は絶品カレーライス。料理中、青木が使用していたミキサーのねじが外れてしまうというアクシデントに見舞われたが、見かねた武内が青木のミキサーを直すという一面も見られた。結果は青木が1点差で勝利をつかみ見事リベンジに成功した。
- 2007年2月7日 - 愛のエプロンダイエット料理人頂点決定戦
  - 愛のエプロンが誇るダイエット料理四天王という名目で秋野暢子・川島なお美・ピーター・まちゃまちゃがメンチカツ&チャーハンを低カロリー料理に仕上げる。特別ルールとして通常レシピ通り作った際の2品の合計カロリー・1200kcalの3分の2である800kcal以下に工夫して抑えなければいけない。もし800kcalを上回った場合は無条件で失格。
- 2007年2月21日 - スピード料理王決定戦。
  - ピーター・梅沢富美男・根本はるみ・マルシア・石黒彩が予選10分間でクリームシチューを作る。ピーターと梅沢が96点を取り決勝進出。決勝では5分でハンバーグを作るという超過酷なテーマだったが両者ともプロ級の腕を魅せ、梅沢が激戦を制して優勝する。
- 2007年2月28日 - 男エプロン軍団VS愛エプロン軍団大バトルスペシャル
  - 磯野貴理がキャプテンだった頃、唯一愛エプ軍団が勝利できた男エプ軍団との再戦。
  - 愛エプ軍団は青木・未唯・まちゃまちゃ・杉田・インリン。男エプ軍団は里見浩太郎・保阪尚希・大鶴義丹・金子貴俊・カンニング竹山の5VS5の対決。
  - 大将決戦（一騎討ち）は次長課長が築地市場から取り寄せた300万円相当の魚介類を使い一騎討ちを行う。愛エプ軍団元祖料理女王・未唯と男エプ軍団築地市場で働いていた経歴を持つ里見の対決。
- 2007年3月14日 - 愛エプ芸人軍団VS若手女子アナ軍団対決
  - 愛エプ芸人軍団はキャプテンのまちゃまちゃ・村上知子（森三中）・山本モナ・ヘリョンの4人。なぜか元ABCアナウンサーであった山本が入っているが、諸事情があったために芸人軍団に入れられた。
  - 若手女子アナ軍団はキャプテンの入社3年目堂真理子・入社2年目久保田直子・矢島悠子・島本真衣の4人。実はこの4人全員実家住まいで、特に新人の島本は毎日母の料理を食べているためまったく料理をすることはないと言う。
- 2007年4月11日 - 愛のエプロン芸能界料理頂上決戦チャンピオンズリーグ
  - 2006年10月11日の放送から予選を行い、回ごとの優勝者が頂上決戦に出場できる。そのためかかなりのハイレベルな決戦が繰り広げられた。
  - 出場者
    - 青木さやか（第1回・第4回大会優勝）
    - 松本伊代（第3回大会優勝）
    - うつみ宮土理（第5回大会優勝）
    - ソニン（第6回・第11回大会優勝）
    - たかの友梨（第6回大会優勝）
    - 森公美子（第6回大会優勝）
    - RIKACO（第7回大会優勝）
    - 杉本彩（第9回大会優勝）
    - 秋野暢子（第10回大会優勝）
    - まちゃまちゃ（第11回大会優勝）
    - 梅沢富美男（第12回大会優勝）
    - 青田典子（第14回大会優勝）

- - 決勝に進んだのは梅沢・杉本・まちゃ・RIKACOの4人。決勝で優勝した梅沢が頂上決戦として、神田川俊郎と戦うも、300－288で敗れた。

- 2007年5月30日放送分は「愛エプ特別企画」として、日本料理界の権威が厳選、「愛エプ料理グランプリ」（過去出演の1,130人の中から最優秀料理人ランキング）を発表した。ベスト10&ワースト10は以下の通り。

| 順位 | 入賞者       |
| ---- | ------------ |
| 1位  | 梅沢富美男   |
| 2位  | 杉本彩       |
| 3位  | 松岡昌宏     |
| 4位  | 泉ピン子     |
| 5位  | 和田アキ子   |
| 6位  | 青木さやか   |
| 7位  | 浅田美代子   |
| 8位  | RIKACO       |
| 9位  | 平山あや     |
| 10位 | まちゃまちゃ |

| 順位 | 入賞者                     |
| ---- | -------------------------- |
| 1位  | 堀越のり                   |
| 2位  | 井上和香                   |
| 3位  | 長瀬智也                   |
| 4位  | インリン・オブ・ジョイトイ |
| 5位  | 杉田かおる                 |
| 6位  | 青田典子                   |
| 7位  | 小倉優子                   |
| 8位  | 安めぐみ                   |
| 9位  | デヴィ夫人                 |
| 10位 | マリエ                     |

- 2007年8月29日 - 第2回愛のエプロンダイエット料理人頂点決定戦
  - 秋野暢子・まちゃまちゃ・ボビー・三船美佳・高田延彦・小倉優子が挑戦。しかし、小倉が規定値オーバーにより史上初の失格者となった。

### 恋のエプロン

#### 第1回
2005年8月21日 1:00 - 1:55に「ドスペ2」（『3』がゴールデンに移った後の後番組）にてテレビ朝日・熊本朝日放送・琉球朝日放送の3局ネットで放送された（その後単発番組として系列各局でも放送された）。
総勢135名の中から選ばれた若手女性芸能人12名が『愛のエプロン』と同じルールにより料理の腕を競う。特エプを獲れば『愛のエプロン』へ出演できるルールだったが、特エプにランキングされた者はいなかった。しかし、何名かは後に『愛のエプロン』に出演した。
司会
- 磯野貴理子

アシスタント
- 武内絵美（テレビ朝日アナウンサー）

ジャッジマン
- 勝俣州和

スペシャルジャッジマン
- 城島茂（TOKIO）

選ばれた若手女性芸能人
- 前半戦：ロールキャベツ
  - エントリーNo.01：■マリエ（特エプは取れなかったが、2006年4月26日・10月11日・11月8日・2007年3月7日のレギュラー放送に出演）
  - エントリーNo.02：■高部あい（特エプは取れなかったが、2006年11月1日のレギュラー放送に出演）
  - エントリーNo.03：■中川翔子（特エプは取れなかったが、2005年11月9日のレギュラー放送に出演）
  - エントリーNo.04：■風香
  - エントリーNo.05：■浜田翔子
  - エントリーNo.06：■ほしのあき（特エプは取れなかったが、2006年2月8日・4月12日・10月11日・12月13日・2007年8月15日のレギュラー放送に出演）
- 後半戦：さばの味噌煮
  - エントリーNo.07：■多岐川華子（特エプは取れなかったが、2005年12月7日・2006年1月25日・2月8日・3月15日・2007年5月16日のレギュラー放送に出演）
  - エントリーNo.08：■福井未菜（特エプは取れなかったが、2006年2月22日のレギュラー放送に出演）
  - エントリーNo.09：■イザベルとベネ・ベネ
  - エントリーNo.10：■佐野夏芽
  - エントリーNo.11：■松嶋初音
  - エントリーNo.12：■愛川ゆず季

#### 第2回
2006年1月29日 0:45 - 1:40に「ドスペ2」でテレビ朝日・熊本朝日放送の2局のみ放送。ルールは前回と同じだが、今回も特エプにランキングされた者はいなかった。この回から新ルールが導入され、ひとつはマズイ料理を作った人は「恋の懺悔シート」に座らされ完食しない限り席に戻ることが許されないこと。もうひとつは最下位になった者はタレントプロフィールに料理番組に向かない旨を注意事項として書き加えなければいけないこと。
選ばれた若手女性芸能人
- 前半戦：シーフードマカロニグラタン
  - エントリーNo.01：■亜沙美
  - エントリーNo.02：■時東ぁみ
  - エントリーNo.03：■竹下久美（恋の懺悔シート行き）
  - エントリーNo.04：■沢田かおり（沢田亜矢子の娘）
  - エントリーNo.05：■矢吹春奈
  - エントリーNo.06：■福田沙紀
- 後半戦：カレーライス
  - エントリーNo.07：■小阪由佳
  - エントリーNo.08：■チェン・チュー（恋の懺悔シート行き）
  - エントリーNo.09：■福下恵美
  - エントリーNo.10：■小泉エリ&トモ（恋の懺悔シート行き）
  - エントリーNo.11：■森本クリスティーナ
  - エントリーNo.12：■幸地ありさ

最下位は小泉エリ&トモ。

## 番組の終了
- 2006年10月以降、裏番組「NHKニュース7」（NHK総合）や「1億人の大質問!?笑ってコラえて!」（日本テレビ）、「クイズ!ヘキサゴンII」（フジテレビ）の高視聴率を受けて『愛エプ』では、スタッフを入れ替えたり、回によっては上記以外のテーマに定めたりするなどのテコ入れ策を講じたが、視聴率は1桁と苦戦を強いられるようになった。2007年に入ると北京オリンピック・男子サッカーアジア最終予選など様々な特番で9月〜11月は7回も休止された。
- 2007年11月14日には当初は「銭形金太郎」と共にレギュラー放送の編成を予定していたが、「AFCチャンピオンズリーグ2007」で浦和レッズが決勝進出したことと同時に第2戦が埼玉スタジアム2002で行われることになったことにより、急遽、当初のBS朝日のみの放送から地上波・テレビ朝日系列全国ネットでも放送が決定した為双方の番組のこの日の放送を休止した。さらに翌週（11月21日）も「北京オリンピック・男子サッカーアジア最終予選」の放送があった為、2週連続の休止となった。
- 2008年になると視聴率低迷に加え、司会の城島が4月から同じテレビ朝日で放送される深夜の新番組『リーダー'S ハウ トゥ Book』に出演することも決まり、スケジュールへの影響も心配されたため、3月をもってのレギュラー放送終了が発表された。
- 2008年3月12日には「リーダー城島茂が選ぶワースト&ベスト料理全て見せますスペシャル」が放映された。城島のイメージのみで決めるランキング、という名の総集編でワースト15とベスト5を発表した。順位は以下の通り。

| 順位 | 入賞者                     |
| ---- | -------------------------- |
| 1位  | インリン・オブ・ジョイトイ |
| 2位  | 梨花                       |
| 3位  | 柳原可奈子                 |
| 4位  | 堀越のり                   |
| 5位  | 多岐川華子                 |
| 6位  | 杉田かおる                 |
| 7位  | 西川史子                   |
| 8位  | 劇団ひとり                 |
| 9位  | デヴィ夫人                 |
| 10位 | 長瀬智也                   |
| 11位 | 小倉優子                   |
| 12位 | 松原のぶえ                 |
| 13位 | マリエ                     |
| 14位 | 坂下千里子                 |
| 15位 | 小池栄子                   |

| 順位 | 入賞者       |
| ---- | ------------ |
| 1位  | 梅沢富美男   |
| 2位  | 杉本彩       |
| 3位  | 青木さやか   |
| 4位  | まちゃまちゃ |
| 5位  | 泉ピン子     |

- その前の2週は「最弱料理女王（別名：ワーストエプロンガール）決定戦」、最終週に「最強料理王決定戦」で、関東ローカル時代から通算して8年半の歴史に幕を閉じた。
- レギュラー終了後は特別番組への移行が発表されていたが、2025年現在1回も放送されていない。

## スタッフ
- 構成：そーたに、伊藤正宏、興津豪乃、柳しゅうへい、岩本哲也
- TD（テクニカルディレクター）：横関正人
- カメラマン：古橋稔、石渡剛
- 音声：小杉勉、柳原健司
- 映像調整：小松淳
- 照明：高橋孝男、岩壁正典
- 美術：玉置未和、堀場綾枝子
- 美術進行：遠藤ゆか、清水基恵
- 装置：田村憲太郎、藤江修平
- 大道具：神谷直矢、鈴木敦、関谷陽
- 小道具：相沢潤一郎、長谷川剛
- 電飾：青羽亮
- 特殊効果：安田佳弘、吉川剛史
- 特殊装置：八木澤市郎、村山忠
- オブジェ：松井達彦、柏田まこと
- LEDビジョン：小材剣吾
- 生花装飾：崔禎株、因田千恵
- フードコーディネーター：江の島サザ江
- ヘアメイク：下山麻衣子、下舘一美
- タイトル：岸和弘（MONK）
- キャラクター原案：鈴木千夏
- オフライン編集：田中寛人（ワインド・アップ）
- VTR編集：明官充・鼻岡規夫（VPN）
- MA：石川太郎・大形省一（VPN）
- CG：福田隆之
- モーショングラフィック：鴨川正太郎
- 音効：角千明（プロジェクト80）
- 編成：村上浩一、西村裕明
- 宣伝：蓮実理菜、加藤瑞穂
- デスク：中川千波
- TK（タイムキーパー）：木村真由美
- AD（アシスタントディレクター）：山内智未、嘉数真二郎
- AP（アシスタントプロデューサー）：荒川道代
- ディレクター：頼誠司、矢ヶ部幸弘（ミスター愛エプ）、宮本大輔、小林浩司、大谷卓、亀田剛、小泉浩之
- プロデューサー：荒井祥之、鈴木雅彦
- 演出：田中経一
- チーフディレクター・プロデューサー：村山俊彦（2007年7月3日までがディレクター、2007年7月10日からはチーフディレクター。但し引き続きプロデューサー兼務）
- チーフプロデューサー：藤井智久（2007年7月10日〜）
- 協力：服部栄養専門学校 ／ 松下電工、日立ホーム&ライフソリューション、S&B
- 技術協力：テイクシステムズ
- ロケ技術：スウィッシュ・ジャパン
- 美術協力：テレビ朝日クリエイト
- 企画協力：ジャニーズ事務所
- 制作協力：メディアネットワーク

### 過去のスタッフ
- 構成：大田一水
- チーフプロデューサー：板橋順二
- プロデューサー：大川英生（SDP）
- プロデューサー・ディレクター：渡部鋭二
- ディレクター：若井啓之、住田崇
- AP（アシスタントプロデューサー）：岡野吐夢、前田理恵子、宮崎勝寿、杉岡靖久
- AD：増田和彦、山脇瞳
- 編成：吉川昌克
- 広報：芳賀ゆり香
- TD：田中雅積
- CG：持田学